# Belgisch kampioenschap snooker
Het Belgisch kampioenschap snooker, of kortweg het BK snooker, is een jaarlijks snookertoernooi dat gespeeld wordt door Belgische spelers. Het toernooi bepaalt wie zich een jaar lang de beste speler van België mag noemen. Het BK wordt al sinds 1984 georganiseerd.
Mario Lannoye, Bjorn Haneveer en Kevin Hanssens zijn de recordhouders. Zij wonnen de Belgische titel elk zes keer.

## Erelijst
| Jaar | Winnaar            | Verliezend finalist   | Score |
| ---- | ------------------ | --------------------- | ----- |
| 1984 | Mario Lannoye      | George Dennef         | 5-0   |
| 1985 | Mario Lannoye      | Peter De Waele        | 7-1   |
| 1986 | Yvan Van Velthoven | Mario Lannoye         | 7-6   |
| 1987 | Mario Lannoye      | Steve Lemmens         | 7-0   |
| 1988 | Mario Lannoye      | Yvan Van Velthoven    | 7-6   |
| 1989 | Mario Lannoye      | Yvan Van Velthoven    | 7-2   |
| 1990 | Steve Lemmens      | Mario Lannoye         | 7-2   |
| 1991 | Mario Lannoye      | Peter Blomme          | 6-1   |
| 1992 | Yvan Van Velthoven | Mario Geudens         | 7-5   |
| 1993 | Danny Lathouwers   | Stefan Van der Borght | 7-2   |
| 1994 | Yvan Van Velthoven | Danny Lathouwers      | 7-3   |
| 1995 | Patrick Delsemme   | Steve Lemmens         | 7-3   |
| 1996 | Bjorn Haneveer     | Steve Lemmens         | 7-6   |
| 1997 | Patrick Delsemme   | Steve Lemmens         | 7-5   |
| 1998 | Bjorn Haneveer     | Mario Geudens         | 7-3   |
| 1999 | Mario Geudens      | Bjorn Haneveer        | 7-5   |
| 2000 | Bjorn Haneveer     | Alain De Cock         | 7-1   |
| 2001 | Bjorn Haneveer     | Mario Geudens         | 7-3   |
| 2002 | Jim Spapen         | Mario Geudens         | 7-4   |
| 2003 | Nico Devlies       | Peter Bullen          | 7-1   |
| 2004 | Kevin Van Hove     | Jim Spapen            | 7-1   |
| 2005 | Bjorn Haneveer     | Nico Devlies          | 7-4   |
| 2006 | Jim Spapen         | Yvan Van Velthoven    | 7-6   |
| 2007 | Bjorn Haneveer     | Patrick Delsemme      | 7-6   |
| 2008 | Danny Lathouwers   | Kevin Van Hove        | 7-2   |
| 2009 | Mario Geudens      | Kevin Van Hove        | 7-3   |
| 2010 | Luca Brecel        | Bjorn Haneveer        | 7-4   |
| 2011 | Peter Bullen       | Bjorn Haneveer        | 7-3   |
| 2012 | Yvan Van Velthoven | Kevin Van Hove        | 7-6   |
| 2013 | Luca Brecel        | Yvan Van Velthoven    | 7-1   |
| 2014 | Luca Brecel        | Yvan Van Velthoven    | 7-5   |
| 2015 | Peter Bullen       | Tomasz Skalski        | 7-5   |
| 2016 | Kevin Hanssens     | Peter Bullen          | 7-3   |
| 2017 | Jeff Jacobs        | Kevin Van Hove        | 7-4   |
| 2018 | Kevin Van Hove     | Julien Leclercq       | 7-5   |
| 2019 | Kevin Hanssens     | Kristof Vermeiren     | 7-2   |
| 2020 | covid              |                       |       |
| 2021 | covid              |                       |       |
| 2022 | Kevin Hanssens     | Wesley Pelgrims       | 7-5   |
| 2023 | Kevin Hanssens     | Sybren Sokolowski     | 7-0   |
| 2024 | Kevin Hanssens     | Wesley Pelgrims       | 7-1   |
| 2025 | Kevin Hanssens     | Wesley Pelgrims       | 5-2   |